# Den største Kærlighed
Den største Kærlighed er en dansk stumfilm fra 1916, der er instrueret af August Blom efter manuskript af Alfred Kjerulf.

## Handling
Denne artikel mangler et handlingsreferat. Hjælp os med at skrive det.

## Medvirkende
- Marie Dinesen - Mary Hunderson, enke
- Gunnar Sommerfeldt - John, Marys søn
- Gyda Aller - Daisy, Johns kæreste
- Axel Boesen
- Volmer Hjorth-Clausen
- Frederik Jacobsen
- Julie Henriksen
- Franz Skondrup